# Pozo-Lorente
Pozo-Lorente és un municipi situat al nord de la província d'Albacete que pertany al partit judicial de Casas-Ibáñez. Té una població, segons el cens de 2005, de 502 habitants (249 barons i 253 dones); en 2006 el cens recull la xifra de 477.
Compta amb un temple parroquial del segle xviii, sense obres d'art destacables. Antigament va pertànyer a l'Estat de Jorquera, dintre del Marquesat de Villena. Els seus principals recursos són agrícoles, destacant els cereals i el vinyer. També és important per a economia i la tradició del poble la caça, amb importants vedats de caça menor. Recentment ha inaugurat una cooperativa vitivinícola. Les seves festes patronals se celebren el 3 de maig, en honor de la Santa Cruz, i el 26 de juliol en honor de Santa Anna. També té molta tradició el romiatge de Sant Isidre (15 de maig). En les últimes eleccions municipals del 27 de maig de 2007 va guanyar el PSOE (5 regidors) obtenint el PP dos regidors.